# Trypanaresta imitatrix
Trypanaresta imitatrix är en tvåvingeart som först beskrevs av Erich Martin Hering 1938.  Trypanaresta imitatrix ingår i släktet Trypanaresta och familjen borrflugor. Inga underarter finns listade i Catalogue of Life.